# Saint-Martin-d'Oydes
 Saint-Martin-d'Oydes  là một xã ở tỉnh Ariège, thuộc vùng Occitanie ở phía tây nam nước Pháp.